# Jonas Petri
Jonas Petri, född 1589 i Norrköping, död 10 oktober 1642, var en svensk präst.

## Biografi
Jonas Petri föddes 1589 i Norrköping och han blev 2 november 1619 student vid Uppsala universitet. Han prästvigdes 5 juli 1620 till komminister i Ringarums församling och blev 1640 kyrkoherde i församlingen efter sin svärfader. Jonas Petri avled 1642.

### Familj
Jonas Petri var gift med Sophia Petrusdotter, dotter av kyrkoherden Petrus Magni i Ringarums församling och Anna Knutsdotter. De fick tillsammans barnen Elisabeth Jonasson som var gift med kyrkoherden Andreas Klase i Ringarums församling och kyrkoherden Andreas Hellman i Ringarums församling och Margareta Jonasson som var gift med kyrkoherden Olavus Laurentii Bodinus i Västerviks församling.